# Shunsuke Nakamura (schaatser)
Shunsuke Nakamura (1 maart 1992) is een voormalig Japanse langebaanschaatser. De 1000m gold als zijn beste afstand.

## Records

### Persoonlijke records
| Afstand    | Tijd    | Datum            | Baan    |
| ---------- | ------- | ---------------- | ------- |
| 500 meter  | 34,97   | 25 februari 2017 | Calgary |
| 1000 meter | 1.08,48 | 26 februari 2017 | Calgary |
| 1500 meter | 1.46,97 | 20 maart 2016    | Calgary |
| 3000 meter | 3.58,71 | 6 maart 2013     | Calgary |
| 5000 meter | 7.06,59 | 20 februari 2016 | Obihiro |

(laatst bijgewerkt: 28 februari 2017)

## Resultaten
| Jaar] | WK Sprint                | WK Afstanden | WK Junioren                         |
| ----- | ------------------------ | ------------ | ----------------------------------- |
| 2010  |                          |              | 6e 500m 10e 1000m                   |
| 2011  |                          |              | 5e 500m · 12e 1000m · achtervolging |
|       |                          |              |                                     |
| 2015  | NC27 (29e, 24e, 26e, -)  |              |                                     |
|       |                          |              |                                     |
| 2017  | 19e (20e, 12e, 24e, 13e) | 16e 1000m    |                                     |

(#, #, #, #) = afstandspositie op sprinttoernooi (500m, 1000m, 500m, 1000m).
NC27 = niet gekwalificeerd voor de laatste afstand, maar wel als 27e geklasseerd in de eindrangschikking